# 今野安子
今野安子（日语：／ Konno Yasuko，1950年—），现姓杉本（日语：杉本），日本女子乒乓球运动员。她曾获得1969年世界乒乓球锦标赛混合双打金牌和1971年世界乒乓球锦标赛女子团体金牌。